# Клавже
Клавже (словен. Klavže) — поселення в общині Толмин, Регіон Горишка, Словенія. Висота над рівнем моря: 197,9 м. Розміщене в долині річки Бача.